# Evento de La Niña 2010–2012
El evento de La Niña 2010–2012 fue uno de los más intensos registrados del fenómeno meteorológico La Niña. Causó que Australia experimentara en 2010 su septiembre más húmedo registrado y su cuarto año más húmedo.  También contribuyó a una intensificación inusual de la corriente de Leeuwin, las inundaciones de Pakistán de 2010, las inundaciones de Queensland de 2010-2011 y la Sequía en África oriental de 2011. También ayudó a mantener la temperatura global promedio por debajo de las tendencias recientes, lo que hizo que 2011 fuese el decimocuarto año más cálido registrado junto a 1997. Este evento de La Niña también provocó una actividad de ciclones tropicales por encima del promedio en el Océano Atlántico Norte durante las temporadas de huracanes de 2010, 2011 y 2012

## Progresión meteorológica
El evento de El Niño 2009–2010 comenzó en el Océano Pacífico durante mayo de 2009 antes de alcanzar su punto máximo durante diciembre, y colapsar durante el primer trimestre de 2010. Posteriormente, el clima del Océano Pacífico volvió a condiciones neutrales a fines de abril, mientras que los modelos climáticos utilizados y desarrollados por varias agencias meteorológicas comenzaron a mostrar signos que un evento de La Niña se desarrollaría posteriormente en 2010. Durante el mes siguiente, el Océano Pacífico mostró varias señales que indicaban que se estaba desarrollando un evento de La Niña, y el Centro de Predicción del Clima de los Estados Unidos emitió una alerta de La Niña durante su discusión de diagnóstico ENSO de junio de 2010. A medida que la superficie oceánica se enfriaba, aparecieron más anomalías frías en la Línea Internacional de Cambio de Fecha en lugar del Pacífico oriental, lo que permitió llamar a este evento como Modoki.

## Impactos
Australia experimentó su segundo y tercer año más lluvioso desde que se lleva registro de las precipitaciones durante 1900.  En invierno hubo nevadas por encima del promedio en gran parte del oeste y en el Medio Oeste de Estados Unidos. Con la excepción de las Montañas Rocosas del Sur, las montañas occidentales tuvieron totales de nieve por sobre el 180% de lo normal. Mientras que la ventisca del Día de la Marmota de 2011 provocó una nevada récord en Chicago y obligó a cerrar la ciudad. Debido a que se trataba de La Niña, trajo a California el diciembre más lluvioso registrado y el verano de 2011 fue el más lluvioso de California. El 2011 fue uno de los años más fríos y húmedos registrados en el Noroeste del Pacífico, con temperaturas sobre los 50 °C y con lluvia y nieve incluso en mayo. El medio oeste y el noreste de los Estados Unidos también tuvieron un 2011 extremadamente húmedo, lo que provocó inundaciones en el río Misisipi, el río Misuri y el río Ohio. También se culpa a La Niña por la actividad récord de tornados en el sur de los EE. UU. durante la primavera de 2011. La sequía de 2010-2013 en el sur de los Estados Unidos y México provocó un bajo caudal, problemas agrícolas e incendios forestales en las llanuras del sur y Georgia. Los peores efectos se sintieron en Texas, donde 2011 fue el año más seco registrado y el tercero más cálido.